# Century Gothic
Die Century Gothic ist eine Schriftart aus der Familie der serifenlosen Linear-Antiquas, die 1991 von der Monotype Corporation entworfen wurde. Sie basiert im Wesentlichen auf der Twentieth Century des amerikanischen Typografen Sol Hess, die zwischen 1937 und 1947 für die Lanston Monotype Company als Variante der erfolgreichen Futura entworfen worden war, wobei sie eine gleichmäßigere Schriftbreite und größere Mittellänge bzw. X-Breite erhielt. Die Century Gothic lässt sich besonders an der Gestaltung des „a“ und des „g“ erkennen. Nahe verwandt ist sie mit der Avant Garde Gothic von Herb Lubalin und der ITC Avant Garde, mit der sie ihre klare Geometrie verbindet.

## Beispiele für die Verwendung
- In Frankreich wurde die Schriftart bei der Präsidentschaftswahl 2012 von der Partei Mouvement démocrate für den Spitzenkandidaten François Bayrou gebraucht (Slogan: LA FRANCE SOLIDAIRE).[1]
- Die Band Weezer nutzt die Schriftart für ihren Namen.